# Небьюла
Пре́мия «Не́бьюла» (англ. Nebula Award) была учреждена Американской ассоциацией писателей-фантастов (Science Fiction and Fantasy Writers of America). Присуждается раз в год голосованием членов SFWA.
Наградами Nebula ежегодно отмечают лучшие произведения научной фантастики или фэнтези, опубликованные в Соединённых Штатах. Она не только организована, но и присуждается некоммерческой ассоциацией SFWA, объединяющей профессиональных писателей в жанре научной фантастики и фэнтези. Впервые она была вручена в 1966 году на церемонии, специально созданной для этой премии, и выдана была в четырёх категориях литературных произведений, разнящихся по длине:
- лучший роман (не менее 40 000 слов);
- лучшая повесть (от 17 500 до 40 000 слов);
- лучшая короткая повесть (от 7500 до 17 500 слов);
- лучший рассказ (до 7500 слов).

Пятая категория для сценариев фильмов и эпизодов телесериалов действовала в 1974—1978 и 2000—2009 годах. В 1992 году SFWA учредила Премию Рэя Брэдбери за лучшее драматическое представление, которая вручалась на том же мероприятии, что и «Небьюла», но вначале не была официально её частью и присуждалась президентом SFWA, а не в результате голосования; после эпизодических награждений в 1992, 1999, 2001 и 2009 годах эта премия с 2010 года стала ежегодной, заменив собой вышеупомянутую категорию сценариев. В 2005 году была учреждена новая категория: Премия имени Андре Нортон за лучшее фантастическое литературное произведение для подростков (первое награждение — в 2006), которая присуждалась ежегодно по правилам премии «Небьюла», но вначале не считалась одной из её официальных категорий. В 2018 году появилась категория для сценариев видеоигр (первое награждение — в 2019). В 2020 году премии имени Рэя Бредбери и Андрэ Нортон стали официально частью «Небьюлы», её шестой и седьмой категориями.
Правила, регулирующие премию «Небьюла», менялись несколько раз за всю историю наград, в последний раз это произошло в 2020 году. Конференция SFWA, на которой объявляются и вручаются премии, проводится каждую весну в Соединённых Штатах. Города меняются из года в год.
«Небьюла» является одной из самых известных и престижных наград в области научной фантастики и фэнтези, и вместе с премией Хьюго была названа «самой важной из американских наград в области научной фантастики». Работы-победители были опубликованы в специальных сборниках, а победителей и номинантов часто отмечают как таковых на обложке книг. SFWA определяет награды по году публикации, то есть по году, который предшествует году награждения.
Списки победителей и номинантов для каждой категории награды см. в списке категорий ниже.

## О премии
Премия «Небьюла» присуждается ежегодно за работу, опубликованную в прошлом году. Рассматриваются лишь работы, опубликованные на английском языке в Соединённых Штатах. Однако работы, опубликованные на английском языке в других странах мира, также имеют право на публикацию на веб-сайте или в электронном издании. Чтобы получить премию, необязательно быть гражданином США или членом SFWA.
Также право быть номинированными на премию имеют работы, которые были переведены на английский.
Поскольку нет никаких письменных правил относительно того, какие работы квалифицируются как научная фантастика или фэнтези, то решение о приемлемости в этом отношении оставлено на усмотрение номинантов и избирателей, а не членов SFWA.
Победитель премии получает трофей, но не получает денежного приза; трофей же представляет собой прозрачный блок со встроенной спиральной туманностью с блёстками и драгоценными камнями, вырезанными в виде планет. Он был разработан ещё для первых наград американской художницей и писателем-фантастом Джудит Энн Лоуренс по эскизу Кейт Вильгельм и с тех пор остаётся неизменным.
Номинанты и победители премии «Небьюла» выбираются членами SFWA, а работы определяются каждый год в течение не менее чем 6 недель, с началом периода номинации не позднее 15 декабря и концом не ранее 31 января следующего года. Номинировать работы на конкурс имеют право полные, ассоциированные и старшие члены организации, номинации должны быть конфиденциальными. Итоговый бюллетень в каждой из семи категорий составляют, как правило, шесть работ, которые получили наибольшее количество номинаций. Если в какой-либо категории не номинировано ни одной работы, премия в этой категории не присуждается. Если в категории номинировано менее шести работ, все они входят в итоговый бюллетень. Работы на 5-м и 6-м местах в категории должны получить как минимум 10 голосов, иначе они выбрасываются из итогового бюллетеня. Если за какие-либо работы подано одинаковое число голосов таким образом, что нельзя их ранжировать с отбором шести лучших работ, то финальный бюллетень может включать более шести работ. При этом, если ничья возникает в категории для каждого из мест с 1-го по 5-е, то все работы на этих местах вносятся в итоговый бюллетень, а работа (работы) на шестом месте отбрасываются. Итоговый бюллетень формируется в течение не более чем 14 дней с закрытия номинационного периода. Затем полные, ассоциированные и старшие члены организации голосуют за бюллетень в течение одного месяца; от каждого из голосующих принимается не более одного голоса в каждой категории (т.е. можно проголосовать лишь за одну работу в категории либо воздержаться от голосования). Победитель определяется в течение двух дней после завершения голосования по наибольшему числу голосов в категории; если обнаруживается ничья, то победитель определяется по количеству номинаций на предыдущем этапе; если же и в этом случае выявляется ничья, то победителями становятся обе (или более) работы. Окончательные результаты представляются на церемонии награждения в мае. Авторам не разрешается номинировать свои собственные работы (а также работы, в которых они принимали участие как агенты, редакторы или публикаторы), но они могут отклонить номинации своих работ.

## История
Идею премии предложил секретарь-казначей SFWA Ллойд Биггл-младший в 1965 году. Идея была основана на примере премии Эдгара Алана По, представленной «Таинственными писателями Америки», и послужила основой для церемонии вручения премий Эдгара и Хьюго. Первоначальная церемония состояла из четырех литературных премий для романов, новелл, новлетт и рассказов, которые с тех пор вручаются каждый год. Джуди Блиш разработала дизайн награды: прямоугольный блок прозрачного пластика, внутри которого находится кварцевый кристалл и серебристая спиральная туманность, откуда, собственно, и пошло название премии — «звёздная туманность». Первые награды были получены уже в 1966 году за работы, опубликованные в 1965 году.
Награда «Сценарий» была также вручена в период с 1974 по 1978 год по номинациям «Лучшая драматическое представление» и «Лучшая драматическая пьеса», а затем с 2000 по 2009 год — как «Лучший сценарий», но после 2009 года снова была удалена и заменена на премию Рэя Брэдбери. В 2018 году была добавлена новая категория для сценаристов видеоигр и компьютерных игр.
До 2009 года в премии «Небьюла» использовалась система скользящего права на избрание. Каждая работа имела право претендовать на участие в голосовании в течение одного года после даты публикации. Вследствие повторного предоставления права на участие в конкурсе появилась возможность номинировать работу в календарном году после её публикации, а затем присудить ей премию в течение календарного года после этого. Работы добавлялись в предварительный список на год, если у них было десять или более номинаций, за которые затем голосовали для создания окончательного бюллетеня. В 1970 году избирателям была добавлена возможность выбрать «нет награды», если они считают, что ни одна из номинированных работ не заслуживает победы; это произошло в 1971 году в категории рассказов и в 1977 году в категории сценариев.
Начиная с 1980 года, год для отбора кандидатов был назначен календарным (с января по декабрь) вместо годичного периода с декабря по ноябрь следующего года, как делалось ранее; кроме того, организационной группе SFWA было разрешено добавлять в номинационный список дополнительную работу. Авторам также было разрешено использовать как начало учётного периода для номинации момент публикации своих книг в мягкой обложке для массового рынка, а не в твёрдом переплете. В результате комбинации этого правила и системы скользящего права на избрание, все премии 2007 года были присуждены работам с первой публикацией в 2005 году, несмотря на то, что номинально они относились к 2006 году. Начиная с премий 2010 года, система скользящего права на избрание и учёт первой публикации в мягкой обложке были заменены действующими правилами.

## Категории премии
- Роман: 40 000 слов или более (вручается с 1966 по настоящее время)
- Повесть: от 17 500 до 40 000 слов (вручается с 1966 по настоящее время)
- Короткая повесть: от 7500 до 17 500 слов (вручается с 1966 по настоящее время)
- Рассказ: до 7500 слов (вручается с 1966 по настоящее время)
- Сценарий: для сценариев кино или сериалов (вручался в периоды 1974—1978 и 2000—2009 года).
- Игры: сценарий видео- или настольной игры (вручается с 2018 по настоящее время).
- Премия имени Рэя Брэдбери за лучшее драматическое представление (присуждается с 1992, официально часть «Небьюлы» с 2020 года).
- Премия имени Андре Нортон за лучшее фантастическое литературное произведение для подростков (присуждается с 2006, официально часть «Небьюлы» с 2020 года).

Вместе с «Небьюлой» на церемонии награждения представлены несколько других премий и наград, хотя и не обязательно каждый год. Две из них — это ежегодные литературные награды, присуждаемые членами SFWA в бюллетене «Небьюла»: Премия имени Андре Нортон за выдающуюся научную фантастику или фэнтези для взрослых, открытая в 2006 году, и Премия имени Рэя Брэдбери за лучшее драматическое представление, которая в 2010 году заменила премию за лучший сценарий. Как указано выше, с 2020 года они стали полноценными официальными категориями «Небьюлы», и их названия изменились на Премия «Небьюла» имени Рэя Брэдбери и Премия «Небьюла» имени Андре Нортон. С 1975 года вручается Мемориальная премия «Гроссмейстер фантастики» (с 2002 года получившая имя Деймона Найта) за общий пожизненный вклад в жанр фантастики. С 1995 года по 2010 годы вручалась премия «Заслуженный автор» за вклад в фантастику (награда авторам, уже пережившим пик славы), ныне упразднённая. С 1995 года присуждается премия за службу в SFWA (с 2013 года носит имя Кевина О’Доннелла-младшего). С 2009 года — премия «Солнцестояние» имени Кейт Вильгельм за значительное влияние на спекулятивную беллетристику (может быть присуждена посмертно, в отличие от всех других перечисленных премий).

## Списки победителей премии
- Премия «Небьюла» за лучший роман
- Премия «Небьюла» за лучшую повесть
- Премия «Небьюла» за лучшую короткую повесть
- Премия «Небьюла» за лучший рассказ
- Премия «Небьюла» за лучший сценарий

В отличие от премии «Хьюго», премия «Небьюла» нумеруется по году выхода произведения. В голосовании принимают участие только члены SFWA, а не все желающие, как в случае с «Хьюго».

## Торговая марка
Премия «Небьюла» является зарегистрированной торговой маркой организации писателей-фантастов США.

## Известность
Премия «Небьюла» была названа одной из «самых важных американских научно-фантастических премий» и «научно-фантастическим и фантастическим эквивалентом» премии Эмми. Наряду с премией Хьюго, премия «Небьюла» также считается одной из главных наград в научной фантастике. Лаура Миллер называет её «самой престижной наградой в жанре научной фантастики», а Жюстин Ларбалстье, австралийский писатель, в книге «Битва полов в научной фантастике» (2002) ссылается на «Небьюлу» и «Хьюго» как на «самые известные и самые престижные из наград за научную фантастику». Брайан Олдисс в своей книге «Триллион лет загула: история научной фантастики» утверждал, что премия «Небьюла» представляла «более литературную точку зрения», в то время как премия Хьюго была барометром читательской популярности, а не художественных достоинств текста, хотя и отмечал, что лауреаты этих премий часто совпадают. Дэвид Лэнгфорд и Питер Николлс заявили в «Энциклопедии научной фантастики» (2012), что эти две награды часто присуждаются одним и тем же произведениям, и отметили, что некоторые критики чувствуют, что отбор лауреатов «Небьюлы» отражает «политические, а не только литературные способности». Хотя ожидалось, что консенсус профессиональных писателей будет отбирать произведения, опираясь в основном на литературные достоинства текста, а не на его популярность, но, по-видимому, это не так.
Несколько человек в издательской индустрии заявили, что победа в номинации «Небьюлы» или само номинирование на неё влияют на карьеру автора и продажи этой работы. Спайдер Робинсон в 1992 году, цитируемый в Science Fiction Culture (2000), заявил, что издатели «обращают пристальное внимание» на то, кто получит премию «Небьюла». Литературный агент Ричард Кертис сказал в своей книге «Овладение писательским ремеслом» в 1996 году, что наличие на обложке надписи «Премия Небьюла», даже если текст был просто номинирован, являлось «мощным стимулом» для любителей научной фантастики к покупке романа. Гаан Уилсон в «Первой мировой премии Фэнтези» (1977) утверждал, что указание на обложке, что книга награждена «Небьюлой», «доказательно» увеличивает продажи.
Издано несколько антологий рассказов и коротких повестей, ставших лауреатами «Небьюлы». Серия книг «Лауреаты Небьюлы», ежегодно с 1966 года публикуемых SFWA и редактировавшихся различными членами SFWA, включает в себя сборники рассказов победителей и номинантов за текущий год. В 1999 серия получила новое название «Витрина лауреатов Небьюлы». Деньги с продажи этих сборников были предназначены для оплаты самих наград.
Антология «Лучшие из Небьюлы» (1989 г.) под редакцией Бена Бовы состоит из текстов, официально отобранных членами SFWA среди работ, завоевавших премию «Небьюла» с 1966 по 1986 годы. В неофициальном сборнике «Романы, завоевавшие премию „Небьюла“» (1994 г.) под редакцией Мартина Гринберга содержится десять романов, которые получили премию в соответствующей категории в период с 1970 по 1989 годы.